# Vrtlinska
Vrtlinska is een plaats in de gemeente Čazma in de Kroatische provincie Bjelovar-Bilogora. De plaats telt 222 inwoners (2001).